# Torneo de Washington 2022
El Citi Open 2022 fue un torneo de tenis perteneciente al ATP Tour 2022 en la categoría ATP Tour 500, y a la WTA Tour 2022 en la categoría WTA 250. El torneo tuvo lugar en la ciudad de Washington D. C. (Estados Unidos) desde el 1 hasta el 7 de agosto sobre pistas rápidas.

## Distribución de puntos
| Modalidad            | Campeón | Finalista | Semifinales | Cuartos de final | 2.ª ronda | 1.ª ronda | Clasificados | 2.ª ronda de clasificación | 1.ª ronda de clasificación |
| Individual masculino | 500     | 330       | 200         | 100              | 50        | 0         | 25           | 13                         | 0                          |
| Dobles masculino     | 500     | 300       | 180         | 90               | –         | –         | 45           | 25                         | 0                          |

| Modalidad           | Campeona | Finalista | Semifinales | Cuartos de final | 2.ª ronda | 1.ª ronda | Clasificadas | 2.ª ronda de clasificación | 1.ª ronda de clasificación |
| Individual femenino | 280      | 180       | 110         | 60               | 30        | 1         | 18           | 12                         | 1                          |
| Dobles femenino     | 280      | 180       | 110         | 60               | 1         | -         | -            | -                          | -                          |

## Cabezas de serie

### Individuales masculino
| Tenista                 | Ranking | Preclasificados |
| Andrey Rublev           | 8       | 1               |
| Hubert Hurkacz          | 11      | 2               |
| Taylor Fritz            | 12      | 3               |
| Reilly Opelka           | 17      | 4               |
| Grigor Dimitrov         | 18      | 5               |
| Denis Shapovalov        | 21      | 6               |
| Karen Khachanov         | 23      | 7               |
| Botic van de Zandschulp | 26      | 8               |
| Holger Rune             | 27      | 9               |
| Frances Tiafoe          | 29      | 10              |
| Álex de Miñaur          | 30      | 11              |
| Sebastián Báez          | 32      | 12              |
| Maxime Cressy           | 34      | 13              |
| Tommy Paul              | 36      | 14              |
| Aslán Karatsev          | 37      | 15              |
| Daniel Evans            | 39      | 16              |

- Ranking del 25 de julio de 2022.[2]

### Dobles masculino
| Tenista                           | Ranking | Preclasificados |
| Rajeev Ram Horacio Zeballos       | 5       | 1               |
| Wesley Koolhof Neal Skupski       | 11      | 2               |
| Marcelo Arévalo Jean-Julien Rojer | 16      | 3               |
| Ivan Dodig Austin Krajicek        | 33      | 4               |

### Individuales femenino
| Tenista           | Ranking | Preclasificada |
| Jessica Pegula    | 7       | 1              |
| Emma Raducanu     | 10      | 2              |
| Simona Halep      | 16      | 3              |
| Victoria Azarenka | 20      | 4              |
| Elise Mertens     | 30      | 5              |
| Kaia Kanepi       | 36      | 6              |
| Mayar Sherif      | 46      | 7              |
| Clara Tauson      | 47      | 8              |

- Ranking del 25 de julio de 2022.

### Dobles femenino
| Tenista                         | Ranking | Preclasificada |
| Jessica Pegula Erin Routliffe   | 45      | 1              |
| Elise Mertens Greet Minnen      | 53      | 2              |
| Lucie Hradecká Monica Niculescu | 61      | 3              |
| Anna Kalinskaya Caty McNally    | 85      | 4              |

## Campeones

### Individual masculino
Nick Kyrgios venció a  Yoshihito Nishioka por 6-4, 6-3

### Individual femenino
Liudmila Samsónova venció a  Kaia Kanepi por 4-6, 6-3, 6-3

### Dobles masculino
Nick Kyrgios /  Jack Sock vencieron a  Ivan Dodig /  Austin Krajicek por 7-5, 6-4

### Dobles femenino
Jessica Pegula /  Erin Routliffe vencieron a  Anna Kalinskaya /  Caty McNally por 6-3, 5-7, [12-10]